# زين الدين الزبيدي
زين الدين أحمد بن شهاب الدين أحمد بن سراج الدين عبد اللطيف بن أبي بكر بن أحمد بن عمر الشرجي، الزبيدي، اليماني (1410م -
1488م) عالم دين وراوي حديث مسلم سُنِّي حنفي، إشتُهِر بكتابه مختصر صحيح البخاري أو التجريد الصريح لأحاديث الجامع الصحيح، تلقّى تعليمه على يد جماعة من شيوخ زبيد ومكة، وله عدة مصنفات.

## الولادة والنشأة
ولد الزبيدي يوم الجمعة 12 رمضان 812 هـ الموافق لـ 17 يناير 1410 م، بمدينة زبيد في اليمن، وأسرته أسرة علم وتقوى، فأبوه شهاب الدين أحمد فقيه متقن، وجدُّه عبد اللطيف نحوي، غير أنه لم يحظ بالاجتماع بهما، فقد توفي والده وهو جنين قبل أن يُولد، ولذلك سمَّاه الشيخُ أحمد بن أبي بكر الرداد باسم أبيه، أما جدُّه فقد توفّي قبل ولادته بعشر سنين تقريباً. 

## حياته وطلبه للعلم
لما ترعرع تلقى علومه على مشايخ زبيد، ثم رحل إلى مكة المكرمة حيث أخذ عن جماعة من علمائها.
وقد اشتهر في علمي الحديث والتاريخ، وكان أديبا شاعرًا، أقرأ في زبيد حيث سمع منه جماعة كثيرة من طلبة العلم الشريف.
حتى أصبح محدث البلاد اليمنية في عصره. نسبته الأولى إلى شَرْجة (حيس في جنوبي زبيد) واشتهر وتوفي في زبيد. 

### من أهمشيوخه
- الحافظ ابن الجزري
- سليمان بن إبراهيم العلوي
- التقي محمد بن أحمد الفاسي
- الزين المراغي
- المجد الفيروزآبادي
- الزين البرشكي، وغيرهم.[5]

### من أشهر تلاميذه
ابن الديبع الشيباني.

## مصنفاته
ألف الزبيدي عدة كتب انتشرت واشتهرت في البلدان وتلقاها الطلبة بالقبول وانتفعوا بها، وأطلق عليه جماعة لقب الحافظ.
مصنفاته
- التجريد الصريح لأحاديث الجامع الصحيح.
- الفوائد في الصلات والعوائد : مجموع في الأحاديث.
- طبقات الخواص من أهل الصدق والإخلاص.
- الجواب الشافي في الرد على المبتدع الجافي.
- نزهة الأحباب في النوادر والملح.
- معجم شيوخه بالسماع.
- ائتلاف النصرة في اختلاف نُحاة الكوفة والبصرة.
- المختار من مطالع الأنوار.[5]

## وفاته
توفي بمدينة زبيد سنة 893 هـ.

## طالع أيضًا
- التجريد الصريح لأحاديث الجامع الصحيح
- ابن الجزري
- زبيد (مدينة)